# L'alibi di cristallo
L'alibi di cristallo (Die gläserne Zelle) è un film del 1978 diretto da Hans W. Geißendörfer.
Il film venne candidato al premio Oscar al miglior film straniero.

## Riconoscimenti
- Premi Oscar 1978 - Candidatura come miglior film straniero
- Deutscher Filmpreis 1978 - Lola al miglior film